# NGC 3558
NGC 3558 هي مجرة تتبع كوكبة الدب الأكبر. اكتشفها هاينريش لويس دريست في 15 أبريل 1866.

## روابط خارجية
- NGC 3558 على موقع ويكي سكاي: DSS2, SDSS, GALEX, IRAS, Hydrogen α, X-Ray, Astrophoto, Sky Map, Articles and images